# تئاتر بزرگ ژنو
سالن بزرگ تئاتر ژنو یک سالن اپرا در ژنو، سوئیس است.
مانند بسیاری دیگر از خانه‌های اپرا، تئاتر بزرگ د ژنو هم یک مکان و هم یک مؤسسه است. این مکان یک ساختمان باشکوه است که بر فراز میدان نوو قرار دارد، به‌طور رسمی در سال ۱۸۷۶ افتتاح شد، بخشی از آن در سال ۱۹۵۱ در اثر آتش‌سوزی تخریب شد و پس از بازسازی‌های گسترده در سال ۱۹۶۲ بازگشایی شد که بزرگ‌ترین صحنه در سوئیس را در خود جای داده است. به‌عنوان یک مؤسسه، بزرگ‌ترین تئاتر تولیدی و میزبان در سوئیس فرانسوی‌زبان است که شامل اجراهای اپرا و رقص، رسیتال، کنسرت و گاهی تئاتر می‌شود.

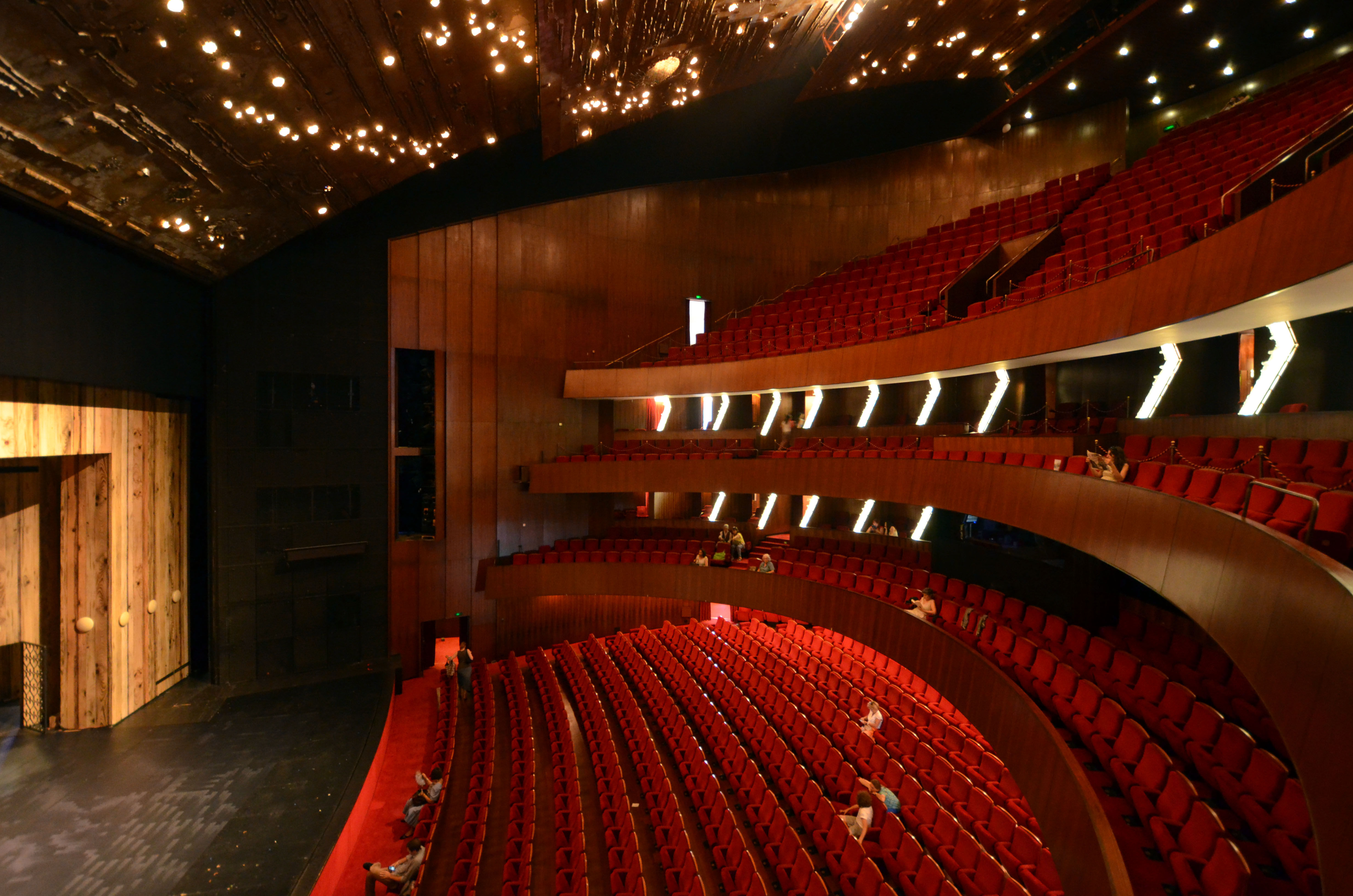
Auditorium

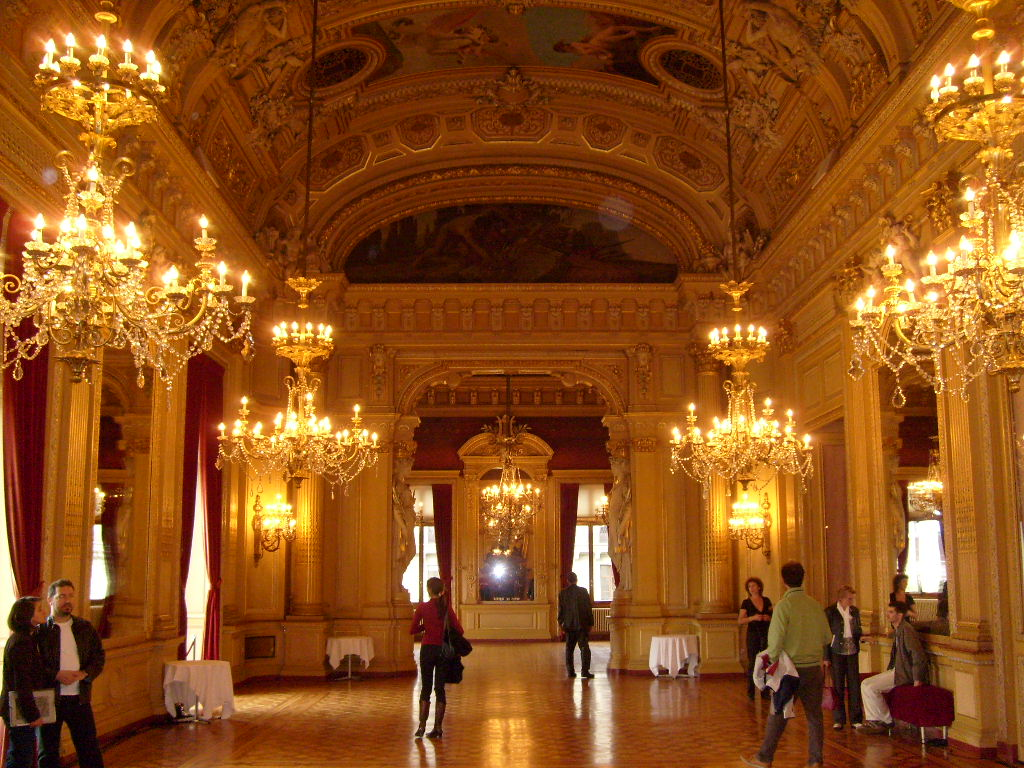
Grand Foyer